# JKは雪女
『JKは雪女』（ジェイケイ〈ジェーケー〉はゆきおんな）は、毎日放送で2015年9月28日から10月19日まで放送された日本のテレビドラマ。

## あらすじ
人間の子種を求めて人里に下りた雪女の冬城咲雪が消息不明になる。この物語の主人公で咲雪の妹・小雪は、ババ様から期限24時間で姉を探す命を受け、姉が通っていた私立春日野学園に潜入する。

## 出演者

### 主な登場人物
冬城 小雪（ふゆしろ こゆき）〈14 / 実年齢143〉
演 - 平祐奈
雪女、妖怪。
安藤 玲（あんどう れい）〈17〉
演 - 横浜流星
志羽家に仕える家系の少年。
志羽龍之介（しば りゅうのすけ）〈17〉
演 - 戸塚純貴
志羽神社当主。
明洞院 朱音（みょうどういん あかね）〈17 / 実年齢173〉
演 - 池田エライザ
狐火の一族明洞院家の長子、妖怪。
冬城 咲雪（ふゆしろ さき）〈17 / 実年齢170〉
演 - 玉城ティナ
小雪の姉、妖怪。
ババ様
演 - 柴田理恵
小雪の祖母、妖怪。

### 春日野学園関連
杉山 美優（すぎやま みゆ）〈26〉
演 - 寺島咲
2年B組担任教師。
山下 香織（やました かおり）〈17〉
演 - 永尾まりや
奥寺 美由紀（おくでら みゆき）〈17〉
演 - 田中美麗
升富 世理子（ますとみ よりこ）
演 - 奥仲麻琴
生徒会長。
江田島 浩二（えだじま こうじ）
演 - 福山翔大
赤岩 一恵（あかいわ かずえ）
演 - 梨木まい
青木 双葉（あおき ふたば）
演 - 搗宮姫奈
黒田 芳佳（くろだ よしか）
演 - 松田るか
緑川 美和（みどりかわ みわ）
演 - 石川愛果
鯉口シャツの妖怪
演 - いずみ尚
文豪のような妖怪
演  - 白畑真逸
白塗り坊主の妖怪
演 - 山崎崇史

## 放送日程
| 各話  | 放送日          |
| ----- | --------------- |
| 第1話 | 9月28日         |
| 第2話 | 10月5日         |
| 第3話 | 10月12日 1:24 - |
| 第4話 | 10月19日        |

## スタッフ
- ナレーション - 北沢力
- 企画 - 久保忠佳
- 脚本 - 秦建日子
- 撮影 - 谷川創平
- 照明 - 李家俊理
- 美術 - 松塚隆史
- 録音 - 植田中
- スタイリスト - チバヤスヒロ
- ヘア・メイク - KUMI
- 特殊メイク - 花井麻衣
- アクション指導 - 野口彰宏
- 助監督 - 荒川栄二、林雅貴
- 編集 - 大永昌弘
- 視覚効果 - 松本肇
- VFXディレクター - 渡辺輝重
- CGデザイナー - 森永秀明
- デジタルコンポジット - 石田延哉
- 効果 - 大塚智子
- 音効 - 矢部公英
- 仕上担当 - 田巻源太
- 劇伴担当 - 人間椅子
- オープニング・テーマ - 安良波明里「you! you! you!」（Being）
- エンディング・テーマ - meg「Autumnal rain」(Gambit Records)
- 制作 - 柿原利幸
- 撮影助手 - 清水紗基子、中島寛貴
- 照明助手 - 蓏田大輔、山田貴也、三輪良介
- 美術助手 - 長島紗和
- 録音助手 - 田原勲、山川邦顕
- スタイリスト助手 - 白石妙子
- 脚本協力 - 脊尾篤弥(OFFICE BLUE)
- キャスティング協力 - 田井利可子(OFFICE BLUE)
- スチール&メイキング撮影 - 田中宏幸、野田真
- 車両 - 長嶺功
- ロケ協力 - 谷田部智章、寺澤一夫
- エキストラ担当 - 小林夏江
- 制作応援 - 太田勝一郎、谷口昭仁
- タイトルロゴデザイン - 井上桜子
- イラスト - 新吉
- 協力 - 茨城フィルムコミッション、茨城県立中央高等学校、茨城県小美玉市やすらぎの里、Yプロダクション、プロジェクト茨城、LILAS、ビーカーゴワークス、大枝建設、冷水裕士、エスキューブエンターテインメント、橘郷造神社、行方市、ナックイメージテクノロジー、日本照明、インターセプター
- 衣装協力 -
- 宣伝 - 西澤和也
- インターネット - 加々本裕樹
- 編成 - 高橋俊博、田中良樹
- キャスティングプロデューサー - 忍足晃則
- ラインプロデューサー - 山口誠
- チーフプロデューサー - 丸山博雄
- プロデューサー - 平田樹彦、本田昌広、深迫康之
- 監督 - 田中誠
- 制作プロダクション - ダブル・フィールド株式会社
- 企画 - 株式会社ギャンビット
- 製作 - 「JKは雪女」製作委員会・MBS

## 放送局
| 放送期間                  | 放送時間                     | 放送局         | 対象地域   | 備考   |
| ------------------------- | ---------------------------- | -------------- | ---------- | ------ |
| 2015年9月28日 - 10月19日  | 月曜 1:50 - 2:20（日曜深夜） | 毎日放送       | 近畿広域圏 | 制作局 |
| 2015年9月30日 - 10月21日  | 水曜 1:11 - 1:41（火曜深夜） | TBSテレビ      | 関東広域圏 |        |
| 2015年10月22日 - 11月12日 | 木曜 1:48 - 2:18（水曜深夜） | テレビユー山形 | 山形県     |        |
| 2016年1月6日 - 1月27日    | 水曜 1:11 - 1:41（火曜深夜） | IBC岩手放送    | 岩手県     |        |
| 2016年2月13日 - 3月5日    | 土曜 1:25 - 1:55（金曜深夜） | テレビユー福島 | 福島県     |        |
| 2018年3月12日 - 4月2日    | 月曜 1:20 - 1:50（日曜深夜） | 北海道放送     | 北海道     |        |